# Vijf namen van de farao

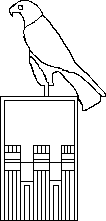
De Serech of Serekh verbeeldt het "Groot Huis" of paleis.

Er waren in totaal vijf namen van de farao. Deze namen hadden teksten in zich die bestonden uit heilwensen. Dit werd vastgesteld in het Middenrijk. Het bestaat uit een aantal vaste elementen en losse elementen. Dit waren titels die de vorst (lees: farao) zelf aannam.
Men geloofde dat iemands naam voorspelde wat hij of zij in leven ging betekenen. In Afrika (tot Zuid-Afrika toe) is dat tot op de dag van vandaag een veel voorkomende gedachte. In Egypte ging het geloof in naam-magie erg ver. Een goed voorbeeld daarvan is de mythe van Ra en Isis waarin Isis Ra volledig in haar macht krijgt door hem zijn ware naam te ontfutselen.

## Horusnaam
De Horusnaam (hr) is de oudste van alle namen van de farao.
De naam is geschreven in een rechthoekig vlak dat de façade van een paleis voorstelt, ook wel een serekh of serech genoemd. Op het paleis staat een valk, het dier van de god Horus. De god Horus is de god van de monarchie.
De horusnaam werd vanaf de 4e dynastie van Egypte toegekend tijdens de kroning.

## De twee godinnen, nebty of beide heerseressennaam
De naam bestaat uit de twee patronessen van Egypte. Ze zitten of staan op een broodmand, het hiëroglief van heerser (neb). Na de twee godinnen kwam de naam van de koning. Het gaat om: 
- De godin Nechbet, een gier, zij symboliseert Opper-Egypte.
- De godin Wadjet, een slang, zij symboliseert Neder-Egypte.

## Gouden Horusnaam
Deze naam bestaat uit een valk (bik) zittend op het symbool van goud ('nbw'), daarachter komt een spreuk. De spreuk was meestal een heilwens van de farao of een vrome uitlating. De betekenis van de naam is onduidelijk onder de geleerden.

## Praenomen, Nesoet-bit-naam of troonnaam
Deze naam bestaat uit de titel "Koning van Opper- en Neder-Egypte" (nswt bit) en een reeks hiërogliefen omringd door een ring van touw of een Cartouche (Egypte). De ring  moest de kosmos symboliseren..
Deze naam werd aangenomen als de koning de troon besteeg en wordt daarom ook wel troonnaam genoemd. Uit de betekenis van de naam kwam de verhouding tot de goden naar voren.

## Nomen, Sa-Re of geboortenaam
Dit is de naam die bestaat uit de titel "Zoon van Ra" (sa re) en een reeks hiërogliefen. Net zoals de troonnaam of Nesoet-bit-naam wordt de reeks hiërogliefen omcirkeld door cartouche. De naam werd vanaf de geboorte gegeven anders dan de overige vier benamingen, deze werden benoemd bij het bestijgen van de troon.

## Functie van de naam
Iedere naam had zijn eigen functie. De Gouden Horusnaam verwees bijvoorbeeld naar de eeuwigheid. Gezamenlijk vormden de namen zoiets als een politiek programma. Zo noemde Mentoehotep II (Mentoe is tevreden) zich ook S'ankh.ib.tawy: Hij die weer leven (ankh) in het hart (ib) van de Beide Landen (tawy) brengt. Hij probeerde namelijk het land weer te verenigen en het centraal gezag te herstellen na de verdeeldheid van de eerste tussenperiode. Hij noemde zich ook de 'zoon van Ra' Neb.hetep.Re en de 'Horus' Netjeri.hedjet (Goddelijk is de Witte Kroon) Met het eerste eiste hij erkenning in het noorden op, omdat Ra de god van Heliopolis was, met de laatste naam maakte hij duidelijk dat hij uit het zuiden kwam en daar al aan de macht was.

## Voorbeeld van een volledige titulatuur
Als voorbeeld nemen we de volledige titulatuur van farao Toetanchamon. We komen er ook achter dat Toetanchamon eigenlijk niet zo heet. De vijf namen van de farao's hebben we uitgeschreven, getranslitereerd in Romeins schrift en vertaald in het Nederlands.
| G5 |

| G5 |

| E1 · D40 | t | w | t | ms · z | t · w · THREE |

| E1 · D40 | t | w | t | ms · z | t · w · THREE |

| nbty |

| nbty |

| nfr | h · p | THREE · w | s | g · r | H | a · N19 | s | R4 · t · p | nTrw | w · nb |

| nfr | h · p | THREE · w | s | g · r | H | a · N19 | s | R4 · t · p | nTrw | w · nb |

| G8 |

| G8 |

| U39 | N28 · THREE | z · R4 · t · p | nTrw |

| U39 | N28 · THREE | z · R4 · t · p | nTrw |

| M23 · t | bit · t |

| M23 · t | bit · t |

|                |     |       |    |
| \| \| \| \| \| |     |       |    |
|                |     |       |    |
| ra             | xpr | THREE | nb |

| ra | xpr | THREE | nb |

|                |     |       |    |
| \| \| \| \| \| |     |       |    |
|                |     |       |    |
| ra             | xpr | THREE | nb |

| ra | xpr | THREE | nb |

|                |     |       |    |
| \| \| \| \| \| |     |       |    |
|                |     |       |    |
| ra             | xpr | THREE | nb |

| ra | xpr | THREE | nb |

|                |     |       |    |
| \| \| \| \| \| |     |       |    |
|                |     |       |    |
| ra             | xpr | THREE | nb |

| ra | xpr | THREE | nb |

| G39 | ra |

| G39 | ra |

|                               |        |   |   |   |     |     |     |     |
| \| \| \| \| \| \| \| \| \| \| |        |   |   |   |     |     |     |     |
|                               |        |   |   |   |     |     |     |     |
| i                             | mn · n | t | w | t | anx | HqA | iwn | M26 |

| i | mn · n | t | w | t | anx | HqA | iwn | M26 |

|                               |        |   |   |   |     |     |     |     |
| \| \| \| \| \| \| \| \| \| \| |        |   |   |   |     |     |     |     |
|                               |        |   |   |   |     |     |     |     |
| i                             | mn · n | t | w | t | anx | HqA | iwn | M26 |

| i | mn · n | t | w | t | anx | HqA | iwn | M26 |

|                               |        |   |   |   |     |     |     |     |
| \| \| \| \| \| \| \| \| \| \| |        |   |   |   |     |     |     |     |
|                               |        |   |   |   |     |     |     |     |
| i                             | mn · n | t | w | t | anx | HqA | iwn | M26 |

| i | mn · n | t | w | t | anx | HqA | iwn | M26 |

|                               |        |   |   |   |     |     |     |     |
| \| \| \| \| \| \| \| \| \| \| |        |   |   |   |     |     |     |     |
|                               |        |   |   |   |     |     |     |     |
| i                             | mn · n | t | w | t | anx | HqA | iwn | M26 |

| i | mn · n | t | w | t | anx | HqA | iwn | M26 |

## Gerelateerde onderwerpen
- Farao
- Lijst van heersers over Egypte
- Lijst van Egyptische koninginnen
- Lijst van koninginnentitels